# Premio al MVP de las Finales de la SPB
El Premio al MVP de las Finales de la SPB es un premio anual otorgado por la Superliga Profesional de Baloncesto al jugador más destacado de las Finales de la SPB. Entregado desde 1997, habitualmente se concede el premio a un jugador del equipo vencedor. El ganador es seleccionado por miembros de la SPB, quienes votan tras la conclusión de las Finales. El jugador con más votos gana el premio.
En la historia del premio, solo tres jugadores han podido ganarlo en más de una ocasión: el estadounidense Mario Donaldson, el venezolano Héctor Romero, y el dominicano Jack Michael Martínez. Hasta el momento ningún jugador ha logrado ganar el premio en temporadas consecutivas.
Mario Donaldson es el único jugador en lograrlo con dos equipos diferentes (Marinos de Oriente en 1998, y Cocodrilos de Caracas en 2000), mientras que Aaron Harper y Pedro Chourio han sido los únicos jugadores en obtener tanto el premio al MVP de la final, como el premio al MVP de la temporada (2014 y 2020).
Marinos de Anzoátegui es el equipo con más jugadores en haber obtenido el premio con nueve (9), desde que Donaldson consiguiera el primero en 1998.
Motivado a la fusión de la LPB y de la SLB, la junta directiva acordó unificar todas las estadísticas, récords y campeonatos del baloncesto profesional venezolano: Liga Especial, Liga Profesional de Baloncesto, Superliga de Baloncesto, Copa LPB y Copa Superliga.

## Ganadores
|             | Jugador que obtuvo el Premio al MVP de la SPB el mismo año.          |
| Jugador (#) | Indica las veces que el jugador ha sido galardonado con este premio. |

| Temporada | Jugador                   | Pos. | Nacionalidad         | Equipo                        |
| --------- | ------------------------- | ---- | -------------------- | ----------------------------- |
| 1997      | José Ortiz                | B    | Puerto Rico          | Guaiqueríes de Margarita      |
| 1998      | Mario Donaldson           | E    | Estados Unidos       | Marinos de Oriente            |
| 1999      | Charles Byrd              | B    | Estados Unidos       | Trotamundos de Carabobo       |
| 2000      | Mario Donaldson (2)       | E    | Estados Unidos       | Cocodrilos de Caracas         |
| 2001      | Kerry Blackshear          | A    | Estados Unidos       | Gaiteros del Zulia            |
| 2002      | Monty Wilson              | A    | Estados Unidos       | Trotamundos de Carabobo (2)   |
| 2003      | Shelly Clark              | AP   | Estados Unidos       | Marinos de Oriente (2)        |
| 2004      | Johan Piñero              | B-E  | Venezuela            | Marinos de Oriente (3)        |
| 2005      | Héctor Romero             | AP   | Venezuela            | Marinos de Anzoátegui (4)     |
| 2006      | Richard Lugo              | P    | Venezuela            | Trotamundos de Carabobo (3)   |
| 2007      | Chris Jackson             | P    | Estados Unidos       | Guaiqueríes de Margarita (2)  |
| 2008      | Jack Michael Martínez     | AP   | República Dominicana | Cocodrilos de Caracas (2)     |
| 2009      | Héctor Romero (2)         | AP   | Venezuela            | Marinos de Anzoátegui (5)     |
| 2010      | Jack Michael Martínez (2) | AP   | República Dominicana | Cocodrilos de Caracas (3)     |
| 2011      | Donta Smith               | A    | Estados Unidos       | Marinos de Anzoátegui (6)     |
| 2012      | Axiers Sucre              | AP   | Venezuela            | Marinos de Anzoátegui (7)     |
| 2013      | Andre Emmett              | E    | Estados Unidos       | Cocodrilos de Caracas (4)     |
| 2014      | Aaron Harper              | E    | Estados Unidos       | Marinos de Anzoátegui (8)     |
| 2015      | Gregory Vargas            | B    | Venezuela            | Marinos de Anzoátegui (9)     |
| 2015-16   | Wendell McKines           | AP   | Estados Unidos       | Cocodrilos de Caracas (5)     |
| 2017      | Nate Robinson             | B    | Estados Unidos       | Guaros de Lara                |
| 2018      | Tyshawn Taylor            | B    | Estados Unidos       | Guaros de Lara (2)            |
| 2019      | Eloy Vargas               | P    | República Dominicana | Trotamundos de Carabobo (4)   |
| 2020      | Pedro Chourio             | B    | Venezuela            | Spartans Distrito Capital     |
| 2021-I    | Jhornan Zamora            | E    | Venezuela            | Trotamundos de Carabobo (5)   |
| 2021-II   | Terry Thomas              | A    | Canadá               | Guaiqueríes de Margarita (2)  |
| 2022      | Jhornan Zamora (2)        | E    | Venezuela            | Trotamundos de Carabobo (6)   |
| 2023      | Sheldon Mac               | E    | Estados Unidos       | Gladiadores de Anzoátegui     |
| 2024      | Jezreel De Jesús          | B    | Puerto Rico          | Gladiadores de Anzoátegui (2) |
| 2025      |                           |      |                      |                               |